# Doketyzm
Doketyzm (gr. δοκεῖν dokein – wydawać się, mniemać, przypuszczać) – wczesnochrześcijańska doktryna chrystologiczna (powstała w II w.), która kwestionowała podstawowe dogmaty wiary chrześcijańskiej, czyli wcielenie i zbawienie ludzkości poprzez mękę, śmierć i zmartwychwstanie Chrystusa. Od pierwszego soboru nicejskiego uznawana przez chrześcijaństwo za herezję.
Ideologiem i scholarchą tej doktryny był Juliusz Kasjan, uczeń Walentyna, gorliwy enkratyk.
Według doketyzmu Jezus Chrystus był tylko pozornie człowiekiem. Nie miał bowiem rzeczywistego, fizycznego ciała ludzkiego, ale jedynie eteryczne ciało niebiańskie. Tym samym pozorne były również jego cierpienia i śmierć na krzyżu. W niektórych nurtach uważano na przykład, że zamiast Syna Bożego cierpiał Szymon Cyrenejczyk. Dla podstawowego nurtu chrześcijaństwa doketyzm stanowił wyraźne zaprzeczenie kanonów wiary i został uznany za herezję. Jako teoria wywarł kluczowy wpływ na rozwój monofizytyzmu.
Dokeci utworzyli osobny związek wyznaniowy około połowy II wieku.